# TASCAM
Tascam est la division audio professionnelle de la société TEAC Corporation.
Tascam est créée en 1971, et produit en particulier des magnétophones et tables de mixage. Tascam est l'inventeur du Portastudio, le premier, enregistreur multipistes sur cassette pour home-studio (en 1979).
Tascam est réputé pour des produits audio professionnels, tels des graveurs CD haut de gamme, lecteurs DAT, et lecteurs-enregistreurs numériques. 
En 2002, la société Tascam a diversifié sa production en donnant naissance à une nouvelle filiale : Tascam Monitoring[réf. souhaitée]. 

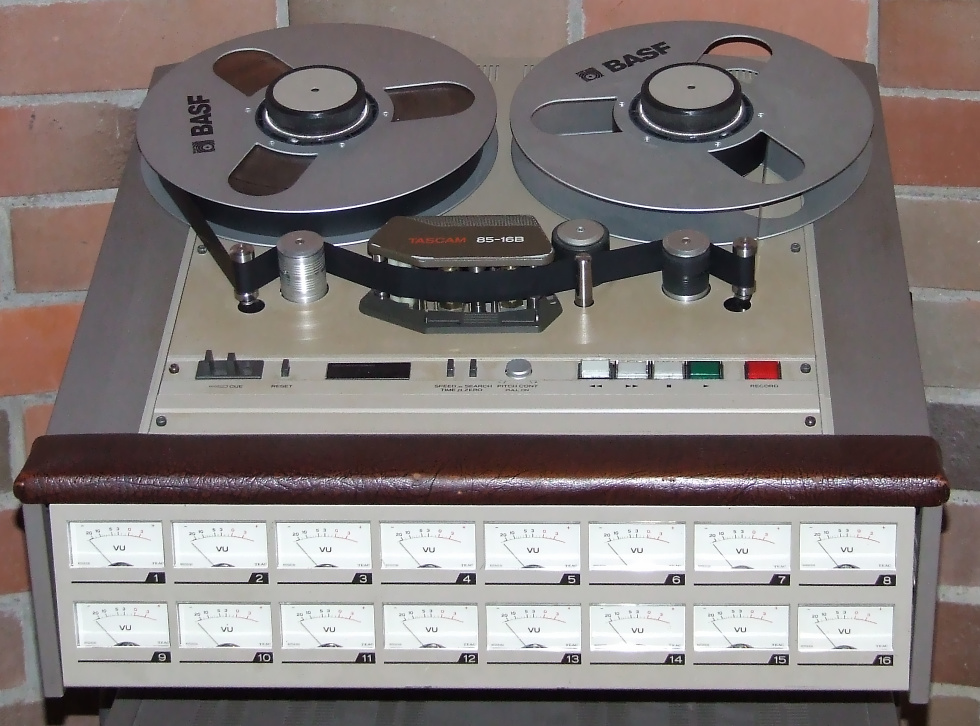
Magnétophone 16 pistes
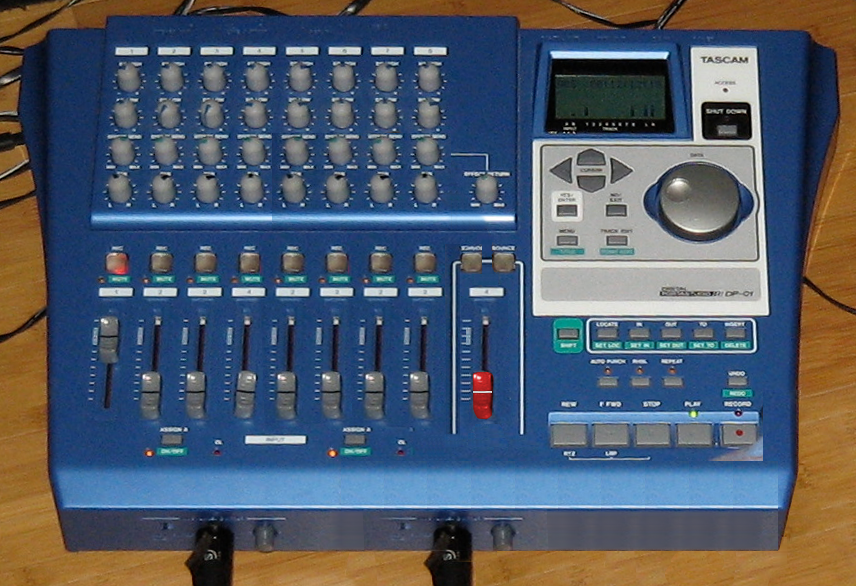
Enregistreur DP-01
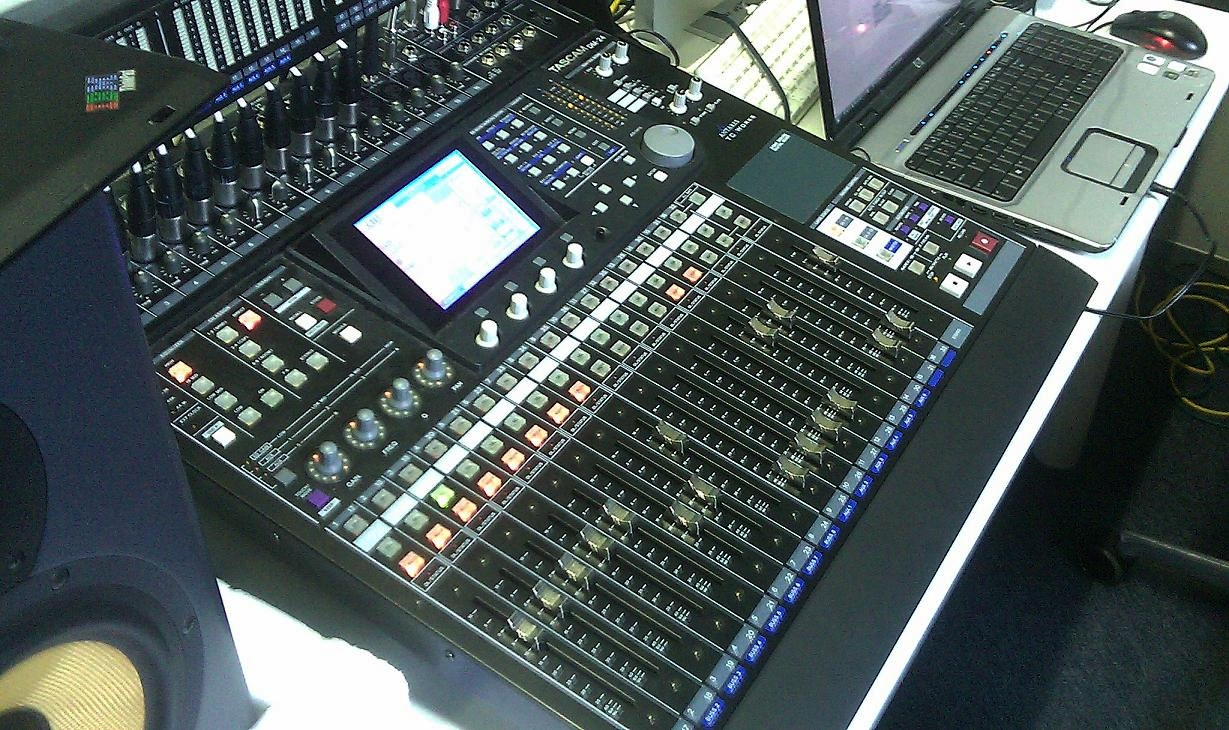
table de mixage DM-24
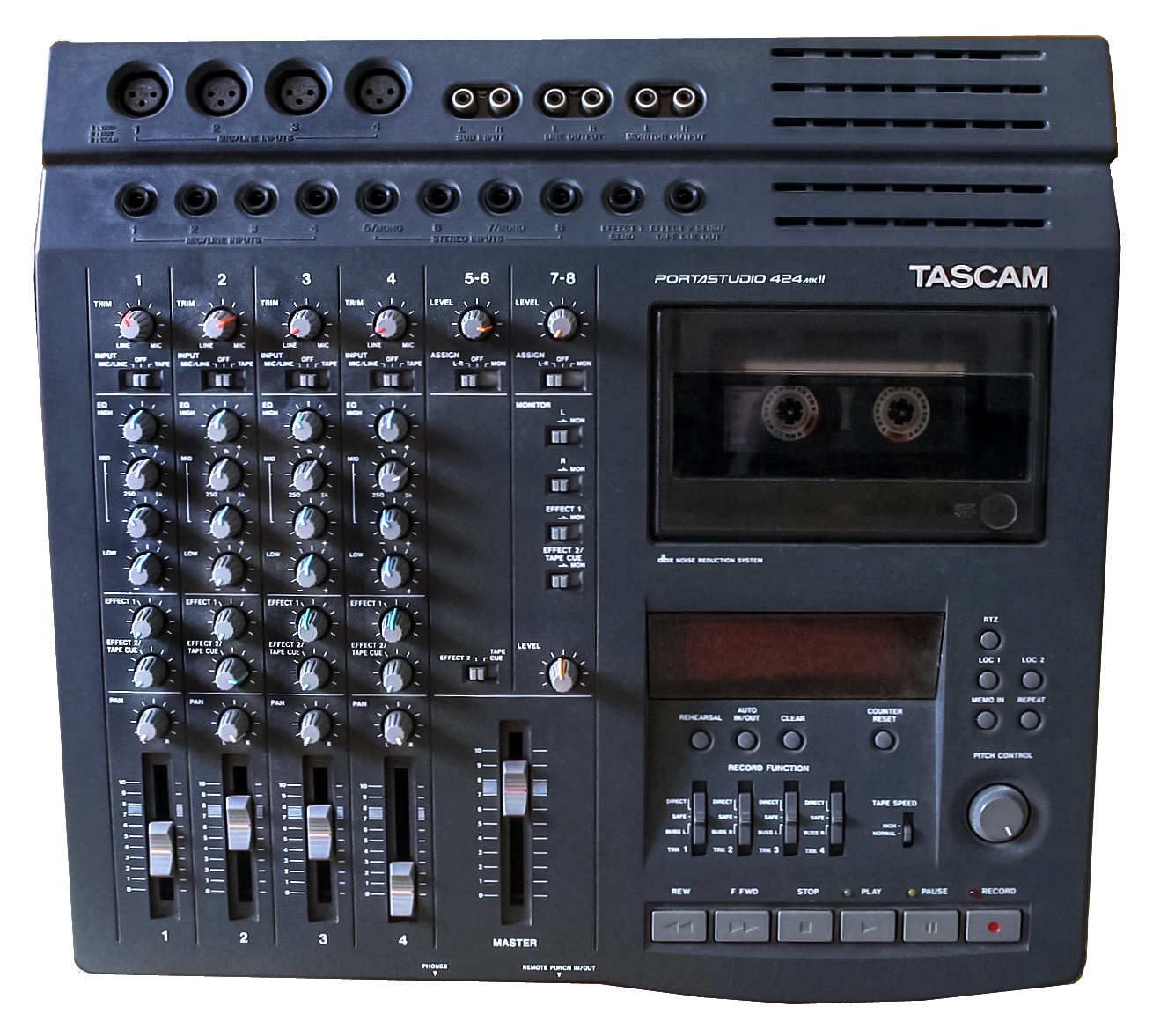
Portastudio 424